# Michael Maximiliaan van Bragança

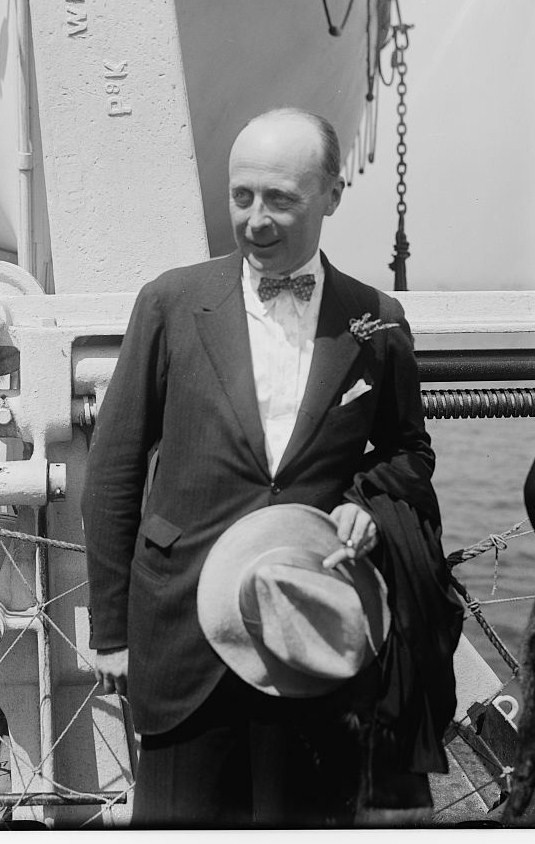
Miguel Maximiliano van Bragança

Miguel Maria Sebastião Maximiliano Rafael Gabriel Gonzaga Francisco D'Assis e de Paula Eustachio Carlos Afonso José Henrique Alberto Clemente Ignacio Martinho Antonio Gerardo Jorge Emmeric Mauricio van Bragança, hertog van Viseu, (Reichenau an der Rax, 22 september 1878 — New York, 21 februari 1923) was een Portugese prins uit het huis Bragança.
Hij was de oudste zoon van Michaël van Bragança de miguelistische troonpretendent en Elisabeth Marie von Thurn und Taxis. Hij was de kleinzoon van Michaël I van Portugal, die aanvankelijk was opgetreden als regent voor zijn minderjarig nichtje, Maria II, maar die haar van de troon stootte en zichzelf tot koning uitriep. In 1834 was aan die toestand een einde gemaakt en werd Maria opnieuw gekroond tot koningin, waarop Michaël en zijn nageslacht uit Portugal werden verbannen. Miguel Maximiliano werd geboren in Oostenrijk waar zijn vader op dat moment diende in het leger van keizer Frans Jozef I van Oostenrijk.
Ook Miguel streefde aanvankelijk een militaire loopbaan na. Hij nam dienst in het Saksische leger. Aan deze loopbaan kwam in september 1900 abrupt een einde, toen hij betrokken raakte bij een ongeluk, waarbij Albert Karel van Saksen, de jongste zoon van prins George van Saksen om het leven kwam. Na een etentje reed Miguel met zijn rijtuigje terug naar huis. Hij raakte evenwel in botsing met het rijtuig waar Albert Karel in zat. Dit rijtuig sloeg over de kop en Albert Karel overleed ten gevolge van zijn verwondingen. Omdat niet kon worden uitgemaakt of hier sprake was van opzet dan wel een ongeluk, ontsnapte Miguel aan strafvervolging. Een jaar later werd hij evenwel uit het Saksische leger ontslagen, toen de autoriteiten vernamen dat Miguel, terwijl de Portugese koning Karel I van Portugal een staatsbezoek bracht aan Groot-Brittannië, door Portugal was getrokken om een revolutie tegen de koning te helpen ondersteunen.
In 1909 sloot Miquel Maximiliano een morganatisch huwelijk met de Amerikaanse Anita Stewart. Ter gelegenheid schonk zijn vader hem de titel hertog van Viseu, terwijl zijn bruid door de Oostenrijkse keizer de titel prinses van Bragança kreeg aangeboden. Miguel en Anita kregen drie kinderen: Nadejda, John en Miguel.
Miguel Maximiliano ging in Londen werken in de effectenhandel en diende tijdens de Eerste Wereldoorlog alsnog in het Duitse leger. In 1920 deed hij evenals zijn vader afstand van zijn pretenties op de Portugese troon. Miguels jongere broer, Duarte Nuno van Bragança, werd nu de officiële miguelistische troonpretendent. Miguel vestigde zich in New York waar hij levensverzekeringen aan de man bracht. Hij overleed in 1923 aan de gevolgen van een longontsteking.